# Amstel Gold Race 2011
La 46e édition de l'Amstel Gold Race a lieu le 17 avril 2011. Il s'agit de la 10e épreuve de l'UCI World Tour 2011 et de la première des trois classiques ardennaises, avant la Flèche wallonne et Liège-Bastogne-Liège.
Le coureur belge Philippe Gilbert (Omega Pharma-Lotto) remporte la victoire pour la deuxième année successive grâce à une attaque décisive dans la montée finale du Cauberg. Il devient ainsi le premier coureur à remporter deux Amstel Gold Race depuis Rolf Jaermann vainqueur en 1993 et 1998. Gilbert est aussi devenu le deuxième cycliste à remporter la course deux années consécutives après Jan Raas, quadruple vainqueur sans discontinuer entre 1977 et 1980. L'Espagnol Joaquim Rodríguez (Katusha) termine la course en deuxième position, après avoir été le dernier à suivre Gilbert sur le Cauberg, tandis que le podium est complété par l'Australien Simon Gerrans (Sky).

## Présentation

### Parcours
32 monts (bergs) sont au programme de cette édition:
| Num | Nom                | Kilomètre | Longueur (m) | Pente moyenne |
| --- | ------------------ | --------- | ------------ | ------------- |
| 1   | Maasberg           | 10,7      | 210          | 8 %           |
| 2   | Adsteeg            | 32,5      | 620          | 4 %           |
| 3   | Lange Raarberg     | 40,2      | 1070         | 6 %           |
| 4   | Bergseweg (nl)     | 55,5      | 2000         | 5 %           |
| 5   | Sibbergrubbe       | 67,4      | 1760         | 5 %           |
| 6   | Cauberg            | 72,6      | 1000         | 8 %           |
| 7   | Geulhemmerberg     | 76,3      | 800          | 7 %           |
| 8   | Wolfsberg (nl)     | 95,7      | 1000         | 6 %           |
| 9   | Loorberg (nl)      | 101,3     | 1500         | 6 %           |
| 10  | Schweiberg (nl)    | 111,4     | 2400         | 4 %           |
| 11  | Camerig (nl)       | 117,8     | 2280         | 6 %           |
| 12  | Vaalserberg        | 130,8     | 2250         | 5 %           |
| 13  | Gemmenich          | 133,6     | 1400         | 7 %           |
| 14  | Vijlenerbos        | 137,1     | 2000         | 5 %           |
| 15  | Eperheide          | 146,9     | 1400         | 5 %           |
| 16  | Gulperberg         | 154,9     | 600          | 10 %          |
| 17  | Van Plettenbergweg | 158,5     | 1000         | 4 %           |
| 18  | Eyserweg           | 160,4     | 2200         | 4 %           |
| 19  | Huls (nl)          | 165,3     | 1000         | 8 %           |
| 20  | Vrakelberg         | 170,7     | 300          | 6 %           |
| 21  | Sibbergrubbe       | 178,6     | 1760         | 5 %           |
| 22  | Cauberg            | 184,1     | 1000         | 8 %           |
| 23  | Geulhemmerberg     | 187,6     | 800          | 7 %           |
| 24  | Bemerlerbeg        | 201,3     | 1000         | 7 %           |
| 25  | Wolfsberg (nl)     | 218,4     | 1000         | 6 %           |
| 26  | Loorberg (nl)      | 224       | 1500         | 6 %           |
| 27  | Gulperberg         | 232,3     | 600          | 10 %          |
| 28  | Kruisberg          | 237,8     | 700          | 8 %           |
| 29  | Eyserbosweg        | 239,9     | 900          | 11,5 %        |
| 30  | Fromberg           | 243,6     | 1600         | 5 %           |
| 31  | Keutenberg         | 248,1     | 1200         | 8 %           |
| 32  | Cauberg            | 260,4     | 1000         | 8 %           |

### Participants

#### Équipes
24 équipes participent à cette édition : les 18 équipes ProTeams et 6 équipes continentales professionnelles.
| N.      | Code | Équipe              |
| ------- | ---- | ------------------- |
| 1-8     | OLO  | Omega Pharma-Lotto  |
| 11-18   | ALM  | AG2R La Mondiale    |
| 21-28   | BMC  | BMC Racing          |
| 31-38   | EUS  | Euskaltel-Euskadi   |
| 41-48   | THR  | HTC-Highroad        |
| 51-58   | KAT  | Katusha             |
| 61-68   | LAM  | Lampre-ISD          |
| 71-78   | LEO  | Leopard-Trek        |
| 81-88   | LIQ  | Liquigas-Cannondale |
| 91-98   | MOV  | Movistar            |
| 101-108 | AST  | Astana              |
| 111-118 | QST  | Quick Step          |

| N.      | Code | Équipe                       |
| ------- | ---- | ---------------------------- |
| 121-128 | RAB  | Rabobank                     |
| 131-138 | SBS  | Saxo Bank-SunGard            |
| 141-148 | SKY  | Sky                          |
| 151-158 | GRM  | Garmin-Cervélo               |
| 161-168 | RSH  | RadioShack                   |
| 171-178 | VCD  | Vacansoleil-DCM              |
| 181-188 | COF  | Cofidis                      |
| 191-198 | FRV  | Farnese Vini-Neri Sottoli    |
| 201-208 | LAN  | Landbouwkrediet              |
| 211-218 | SKS  | Skil-Shimano                 |
| 221-228 | TPV  | Topsport Vlaanderen-Mercator |
| 231-238 | VRW  | Veranda's Willems-Accent     |

#### Favoris
Le Belge Philippe Gilbert (Omega Pharma-Lotto), vainqueur de l’édition 2010, est le favori numéro un. Il aura pour principaux adversaires les Italiens Danilo Di Luca (Katusha) et Damiano Cunego (Lampre-ISD), respectivement vainqueurs en 2005 et 2008, ainsi que le Luxembourgeois Fränk Schleck (Leopard-Trek), qui avait remporté cette classique en 2006, accompagné de son frère Andy. Il faut également ajouter à cette liste le Néerlandais Robert Gesink (Rabobank), le Canadien Ryder Hesjedal (Garmin-Cervélo), second l’an dernier, et le Belge Nick Nuyens (Saxo Bank-SunGard), récent vainqueur du Tour des Flandres.
L'équipe Katusha, outre Danilo Di Luca, pourra compter sur l’Espagnol Joaquim Rodríguez ainsi que les Russes Alexander Kolobnev et Sergueï Ivanov, vainqueur de l’édition 2009.
Parmi les outsiders, on signalera la présence du Kazakh Alexandre Vinokourov (Astana) (vainqueur en 2003), des Italiens Giovanni Visconti (Farnese Vini-Neri Sottoli), Enrico Gasparotto (Astana) et Marco Marcato (Vacansoleil-DCM), de l'Espagnol Samuel Sánchez (Euskaltel-Euskadi), du Biélorusse Vasil Kiryienka (Movistar), du Belge Björn Leukemans (Vacansoleil-DCM) et enfin du Français Jérôme Pineau (Quick Step).

## Récit de la course
Andy Schleck est le premier favori à la victoire à attaquer en s'échappant dans l'avant-dernière montée. Dans le groupe de poursuivants d'une quinzaine de coureurs, Omega Pharma-Lotto est la seule équipe à mener la poursuite avec des relais de Jelle Vanendert qui cherche à ramener son leader Philippe Gilbert. Schleck entame la montée finale avec une légère avance, mais il est rapidement rattrapé et dépassé lorsque Joaquim Rodríguez place une accélération fulgurante. Gilbert est le seul coureur à réussir à suivre l'espagnol. Il le contre ensuite et le distance pour aller s'imposer en solitaire. Rodriguez termine deuxième. Simon Gerrans, qui a devancé au sprint un petit groupe de poursuivants, termine troisième.

## Classement final
| #  | Coureur           | Pays      | Équipe             |    | Temps           | Points UCI |
| -- | ----------------- | --------- | ------------------ | -- | --------------- | ---------- |
| 1  | Philippe Gilbert  | Belgique  | Omega Pharma-Lotto | en | 6 h 30 min 44 s | 80         |
| 2  | Joaquim Rodríguez | Espagne   | Katusha            | +  | 2 s             | 60         |
| 3  | Simon Gerrans     | Australie | Sky                |    | 4 s             | 50         |
| 4  | Jakob Fuglsang    | Danemark  | Leopard-Trek       |    | 5 s             | 40         |
| 5  | Alexandr Kolobnev | Russie    | Katusha            |    | 5 s             | 30         |
| 6  | Óscar Freire      | Espagne   | Rabobank           |    | 5 s             | 22         |
| 7  | Björn Leukemans   | Belgique  | Vacansoleil-DCM    |    | 7 s             | 14         |
| 8  | Ben Hermans       | Belgique  | RadioShack         |    | 18 s            | 10         |
| 9  | Robert Gesink     | Pays-Bas  | Rabobank           |    | 19 s            | 6          |
| 10 | Paul Martens      | Allemagne | Rabobank           |    | 26 s            | 2          |